# بيتر بيتر مكدونالد
بيتر بيتر مكدونالد هو سياسي كندي، ولد في 1813، وتوفي في 22 يناير 1889. انتخب عضو مجلس العموم الكندي.